# Provincia de Chiriquí
Chiriquí es una provincia de Panamá ubicada en la región occidental del país, teniendo como límites al norte la provincia de Bocas del Toro y la comarca Ngäbe-Buglé, al oeste la República de Costa Rica (Provincia de Puntarenas), al este la provincia de Veraguas y al sur el océano Pacífico.

## Toponimia
Chiriquí significa ‘valle de la Luna’ para los indígenas ngäbe-buglé. Según Phillip Young, el nombre del pueblo guaimí aparece mencionado por primera vez en las Crónicas de Fernando Colón, quien relata el cuarto viaje de Cristóbal Colón por las costas caribeñas del istmo, en 1502. Según los cronistas españoles, los aborígenes llamaban a esta región Chiriquí o Cheriqué, vocablo que significa ‘valle de la Luna’.

## Historia

### Época colonial
El español Gaspar de Espinosa fue el descubridor, explorador y conquistador de la región chiricana, en 1519. Según el historiador Ernesto J. Castillero, la primera vez que se menciona Chiriquí en un documento es en la Relación de Gil González Dávila, quien en 1522 recorrió a pie la costa del Pacífico de las actuales Costa Rica y Panamá.

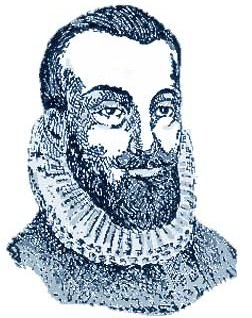
Gil González Dávila

### Época departamental
En el año 1822, después de su incorporación a la Gran Colombia, Panamá fue llamada por el gobierno colombiano «Departamento del Istmo». En 1824, este fue dividido en dos provincias: Panamá y Veraguas. Esta última incluía lo que es hoy Bocas del Toro y Chiriquí.
Tras la disolución de la Gran Colombia, Panamá se incorpora hacia 1831 a la República de Nueva Granada. El 26 de mayo de 1849, gracias a los esfuerzos de José de Obaldía, la provincia de Veraguas fue dividida por un decreto del Congreso de Nueva Granada en dos provincias: Veraguas y Chiriquí. La nueva entidad administrativa se extendía hasta partes de Bocas del Toro, que limitaba con Centroamérica (República Federal de Centroamérica). Siendo Bocas del Toro, en su mayoría, parte del Estado Libre de Costa Rica, y luego de la República de Costa Rica (1848) hasta 1921.
A partir de 1850, aproximadamente, se crea el cantón de Chiriquí, cuyo primer gobernador de la nueva provincia fue Pablo Arosemena de la Barrera.

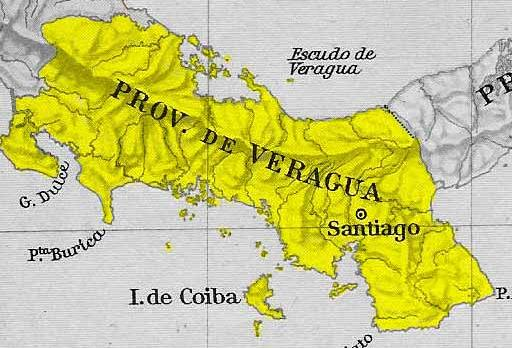
Provincia de Veragua en 1810

### Época republicana
De 1916 a 1949, un elemento de comunicación de vital importancia en Chiriquí fue el Ferrocarril Nacional de Chiriquí, concebido por el estadista Belisario Porras para acelerar la explotación y comercialización de los productos agrícolas de prometedoras regiones. Esta vía férrea se extendía a través de 165 kilómetros, uniendo Pedregal, David, Potrerillos, Boquete, La Concepción, San Andrés, Progreso y Puerto Armuelles.

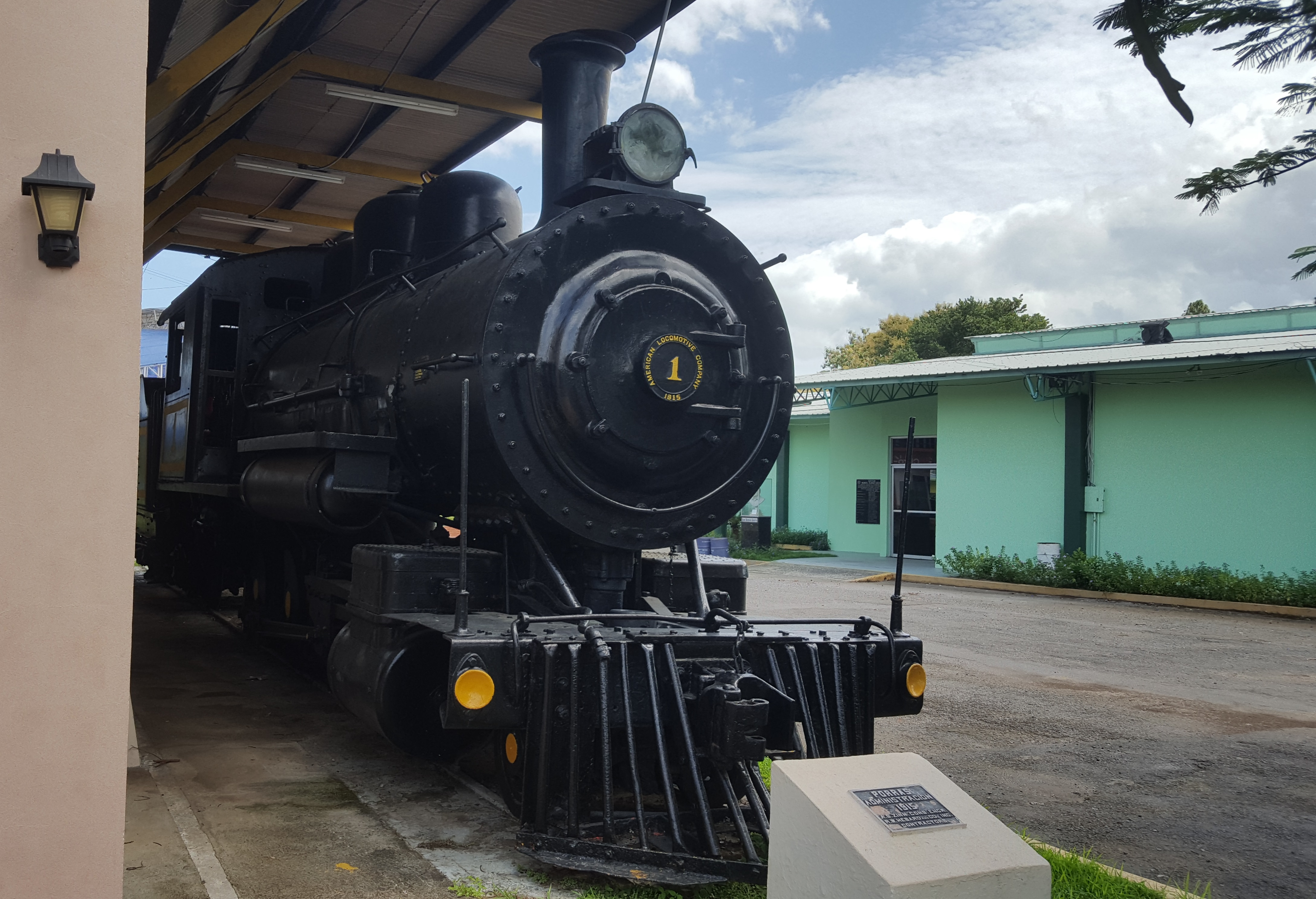
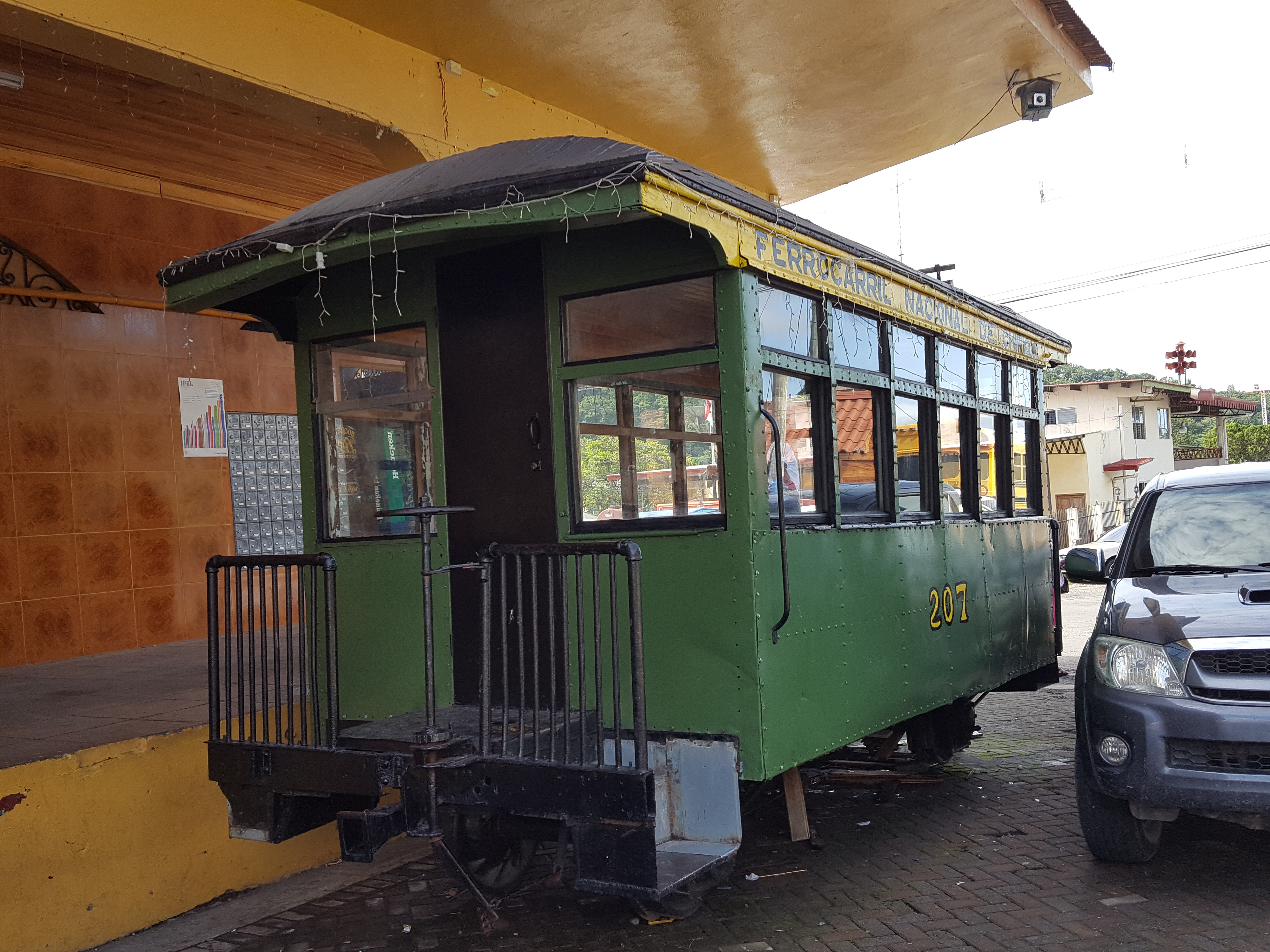

También era relevante para la comunicación, la navegación aérea. Para ello, se instalaron aeropuertos en David, Divalá, Volcán, Puerto Armuelles y San Félix, desde los cuales pequeñas avionetas trasladaban productos y pasajeros, ante la falta de vías terrestres adecuadas. La carretera nacional también jugó su papel desde 1930 hasta 1967, cuando se inauguró la carretera Interamericana.
Chiriquí fue también lugar de un movimiento de corta duración de guerrillas a favor de la democracia a finales de los años 1960 y principios de los años 1970. El gobierno del general Omar Torrijos Herrera fue conocido por sus políticas de redistribución de tierras, con un beneficio para los campesinos chiricanos que impulsaron una importante actividad agrícola.
Después del gobierno del también general Manuel Antonio Noriega entre 1983 y 1989, Guillermo Endara se convirtió en presidente de Panamá y le dio el cargo de gobernador de Chiriquí a Edgar de Puy. La provincia comenzó una nueva apertura para la ganadería, la pesca, la agricultura y el turismo. La producción de carne, café, banana, cítricos y productos lácteos alcanzaron fama de calidad internacional que posicionó a Chiriquí como la provincia agroindustrial más importante del país.
Desde 1996, la provincia cuenta con su himno propio, el Himno provincial de Chiriquí, creado por Humberto Bonilla.
Con la creación de la comarca indígena Ngäbe-Buglé en 1997 por decreto presidencial, Chiriquí y otras provincias cercanas perdieron territorio.

## Geografía
Chiriquí tiene una superficie de 6 547,7 km2. Tiene algunos ríos como el Palo Alto, Caldera, Chiriquí, Chiriquí Viejo, Los Valles, Cochea, Colgá, Papayal, Agua Blanca, Piedra, David, Fonseca, San Félix, Tabasará. Limita al norte con Bocas del Toro y la comarca Ngäbe Buglé, al oeste con Costa Rica, al este con Veraguas y al sur con el océano Pacífico.
Al norte de esta provincia se encuentra la cordillera de Talamanca en donde nacen numerosos ríos que desembocan en el Pacífico, y en donde se encuentra la elevación más alta del país, el volcán Barú (o volcán de Chiriquí) con 3 475 metros sobre el nivel del mar. También se destacan elevaciones como el cerro Horqueta, el cerro Picacho (2 874 m) y el cerro Pando (2 468 m) entre otros.
La provincia de Chiriquí posee un exclave en el extremo oriente, el corregimiento de Justo Fidel Palacios en el distrito de Tolé, que está separado del resto de la provincia por la comarca Ngäbe-Buglé (distrito de Müna). A su vez dentro del distrito de Tolé contiene dos enclaves que pertenecen a la comarca Ngäbe-Buglé.
Forma parte de la zona Gran Chiriquí, que comprende sectores de Costa Rica y la Subregión Panamá del Oeste, donde se han registrado asentamientos humanos con una antigüedad de 7 000 años AP.

### Flora y fauna
La provincia de Chiriquí es una de las más biodiversas del país. Junto a la frontera con Costa Rica se localizan las tierras altas del macizo montañoso centroamericano (cordillera de Talamanca). En Chiriquí hay diversas especies de plantas, entre ellas cacahuate, caoba, cedro rojo, ceiba, ciprés, encino, fresno, guácimo, guapaque, laurel, mangle, mezquite, pastizales, pino, quebracho y volador.
Asimismo existe una gran variedad de vida animal, especialmente aves y reptiles. Entre la fauna hay aves acuáticas, boas, cocodrilos (incluyendo el cocodrilo de pantano, una especie endémica), jabalíes, tigrillos, monos, puercoespines, sarahuatos, tepezcuintles, tlacuaches, tortugas, venados cola blanca, iguanas, tucanes de cuello amarillo y el jaguar que es el felino más grande de América y el tercero en el mundo también reside en Chiriquí.
| Flora y fauna de Chiriquí |                   |                        |                          |                   |
|                           |                   |                        |                          |                   |
| Agalychnis callidryas     | Alouatta palliata | Eretmochelys imbricata | Pharomachrus mocinno     | Tapirus bairdii   |
|                           |                   |                        |                          |                   |
| Panthera onca             | Ramphastidae      | Tayassu pecari         | Leopardus pardalis       | Boa constrictor   |
|                           |                   |                        |                          |                   |
| Ceiba pentandra           | Abies religiosa   | Cedrela odorata        | Dysoxylum pettigrewianum | Cattleya skinneri |

## Gobierno y política
La máxima autoridad de la provincia de es el gobernador, y la sede de la gobernación, así como el poder judicial se localizan en la capital de la provincia, David. El gobernador es designado por el Presidente de Panamá, aunque en el nuevo paquete de reformas a la constitución se establece que a partir de las elecciones de 2014, el gobernador será elegido por voto popular para un periodo de 5 años.

### División administrativa

Distritos de la provincia de Chiriquí en 2020.

La provincia de Chiriquí se divide en 14 distritos y 106 corregimientos.
| Distritos     | Corregimientos | Cabecera de distrito |
| ------------- | --- | -------------------- |
| Alanje        | Alanje, Divalá, El Tejar, Guarumal, Palo Grande, Querévalo, Santo Tomás, Canta Gallo, Nuevo México                                                       | Alanje               |
| Barú          | Puerto Armuelles, Limones, Progreso, Baco, Rodolfo Aguilar Delgado, El Palmar, Manaca                                                                    | Puerto Armuelles     |
| Boquerón      | Boquerón, Bágala, Cordillera, Guabal, Guayabal, Paraíso, Pedregal, Tijeras                                                                               | Boquerón             |
| Boquete       | Bajo Boquete, Caldera, Palmira, Alto Boquete, Jaramillo, Los Naranjos                                                                                    | Bajo Boquete         |
| Bugaba        | La Concepción, Aserrío de Gariché, Bugaba, Gómez, La Estrella, San Andrés, Santa Marta, Santa Rosa, Santo Domingo, Sortová, El Bongo, Solano, San Isidro | La Concepción        |
| David         | David, Bijagual, Cochea, Chiriquí, Guacá, Las Lomas, Pedregal, San Carlos, San Pablo Nuevo, San Pablo Viejo, David Este, David Sur                       | David                |
| Dolega        | Dolega, Dos Ríos, Los Anastacios, Potrerillos, Potrerillos Abajo, Rovira, Tinajas, Los Algarrobos                                                        | Dolega               |
| Gualaca       | Gualaca, Hornito, Los Ángeles, Paja de Sombrero, Rincón                                                                                                  | Gualaca              |
| Remedios      | Remedios, El Nancito, El Porvenir, El Puerto, Santa Lucía                                                                                                | Remedios             |
| Renacimiento  | Río Sereno, Breñón, Cañas Gordas, Monte Lirio, Plaza de Caisán, Santa Cruz, Dominical, Santa Clara                                                       | Río Sereno           |
| San Félix     | Las Lajas, Juay, San Félix, Lajas Adentro, Santa Cruz | Las Lajas            |
| San Lorenzo   | Horconcitos, Boca Chica, Boca del Monte, San Juan, San Lorenzo                                                                                           | Horconcitos          |
| Tierras Altas | Volcán, Cerro Punta, Cuesta de Piedra, Nueva California, Paso Ancho                                                                                      | Volcán               |
| Tolé          | Tolé, Cerro Viejo, Potrero de Caña, Quebrada de Piedra, Bella Vista, El Cristo, Lajas de Tolé, Justo Fidel Palacios, Veladero                            | Tolé                 |

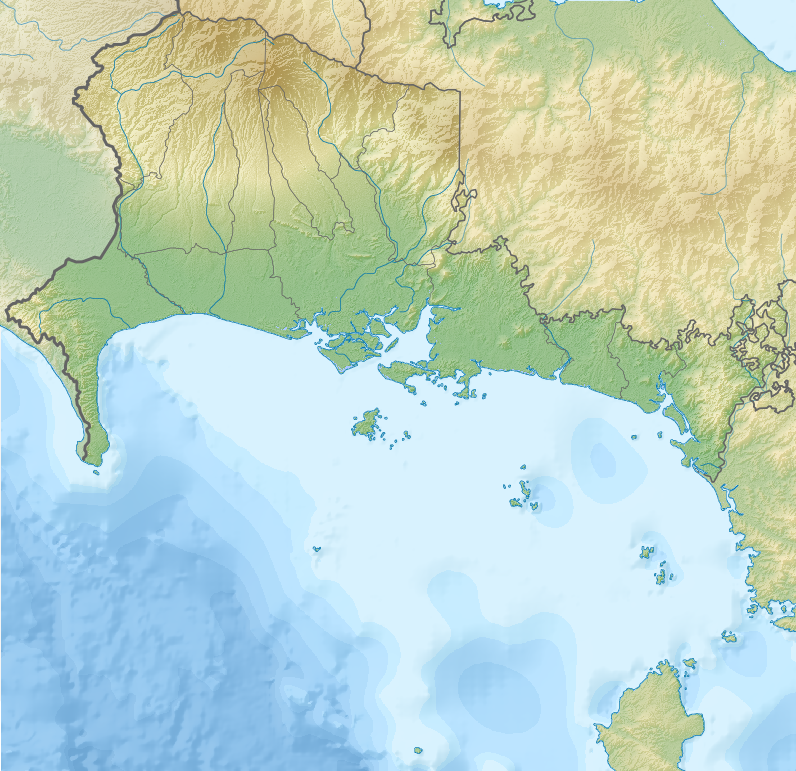
Mapa físico de Chiriquí

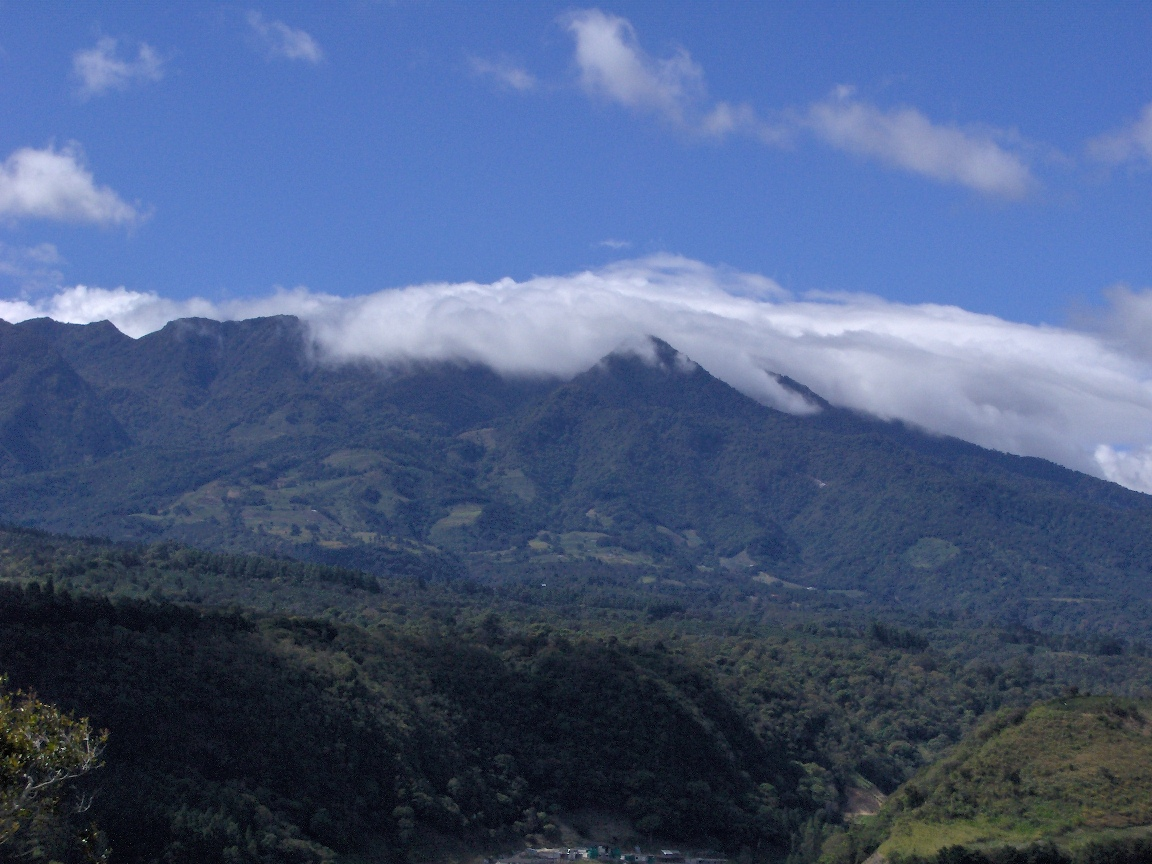
Volcán Barú

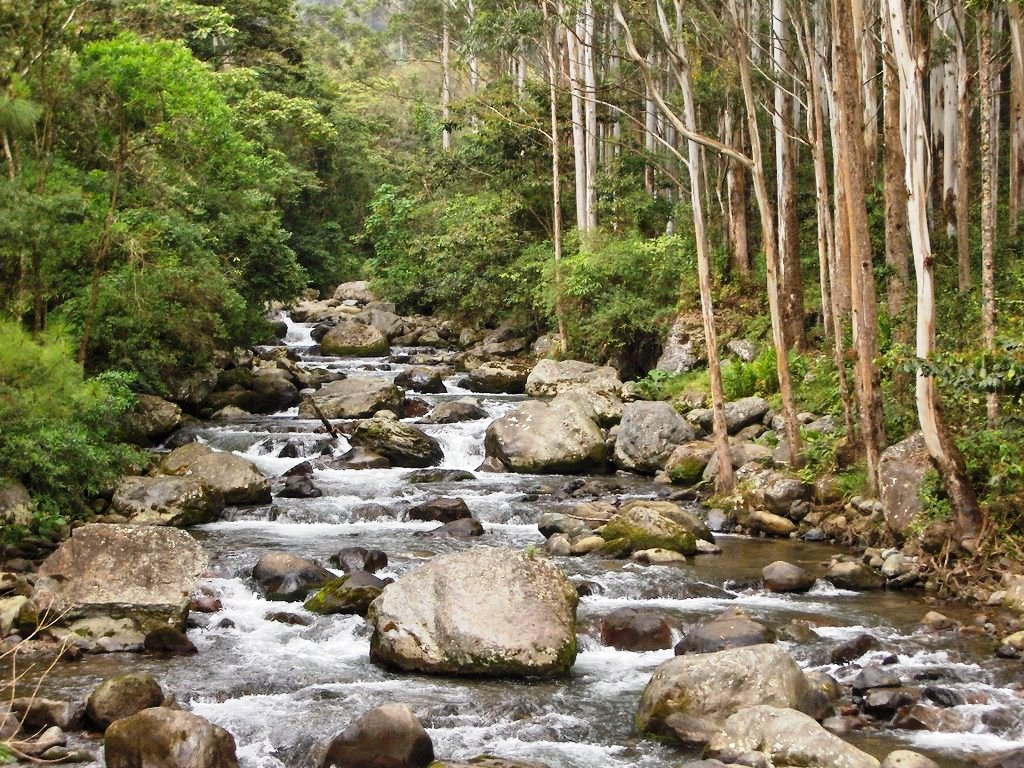
Río Caldera

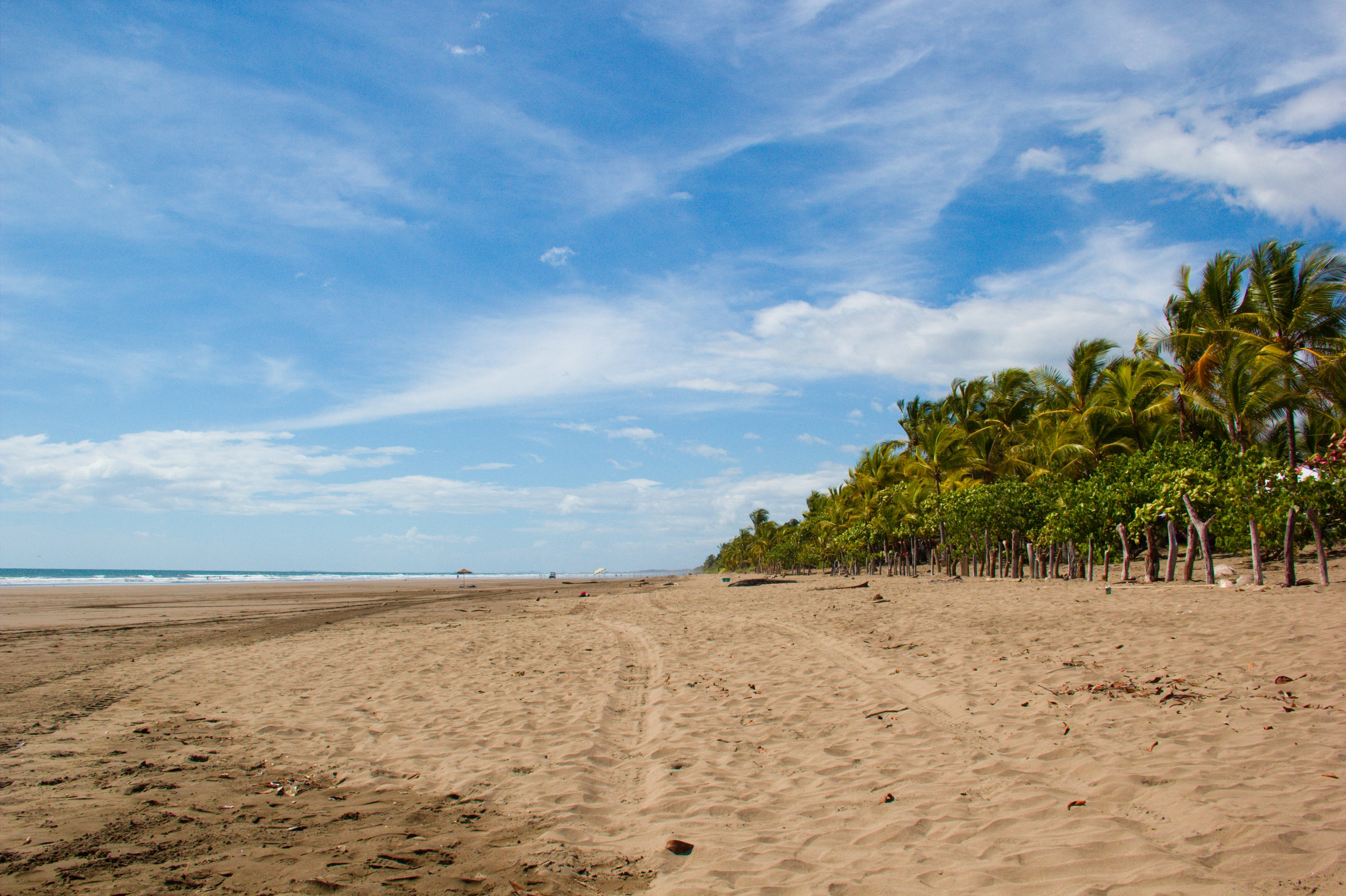
Playa Las Lajas, en el distrito de San Félix.

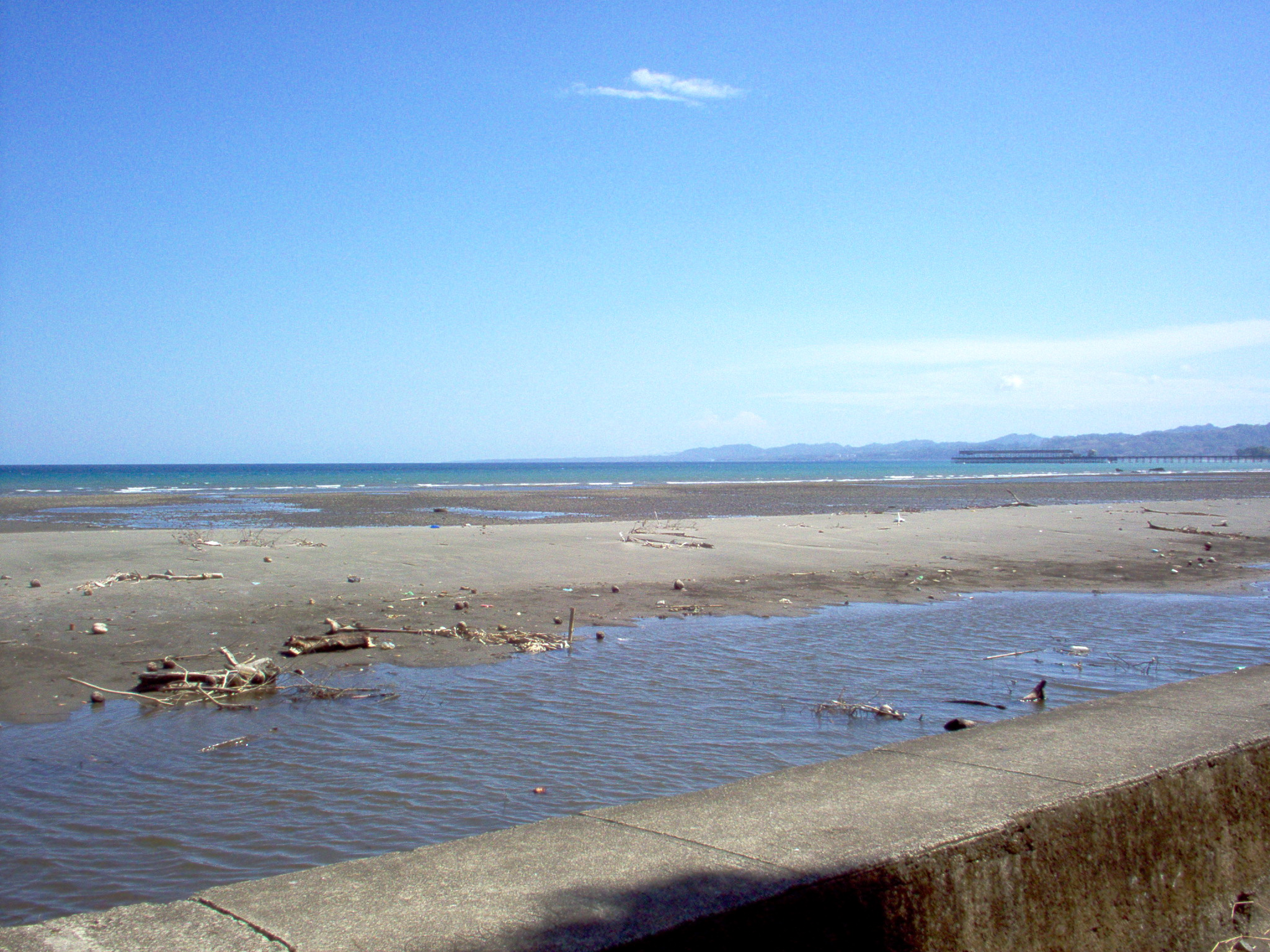
Puerto Armuelles y Punta Burica

A través de la ley 55 del 13 de septiembre de 2013, se aprobó la creación del distrito de Tierras Altas, conformado por los corregimientos de Cerro Punta, Cuesta de Piedra, Nueva California, Paso Ancho y Volcán, que pertenecían  al distrito de Bugaba y teniendo como cabecera a Volcán. También a través de esta ley se creó el corregimiento de Solano, segregado del corregimiento de La Concepción (distrito de Bugaba). El nuevo distrito entró en vigencia el 1 de julio de 2017, luego que inicialmente se dispuso su fecha de creación el 2 de mayo de 2019.

## Economía

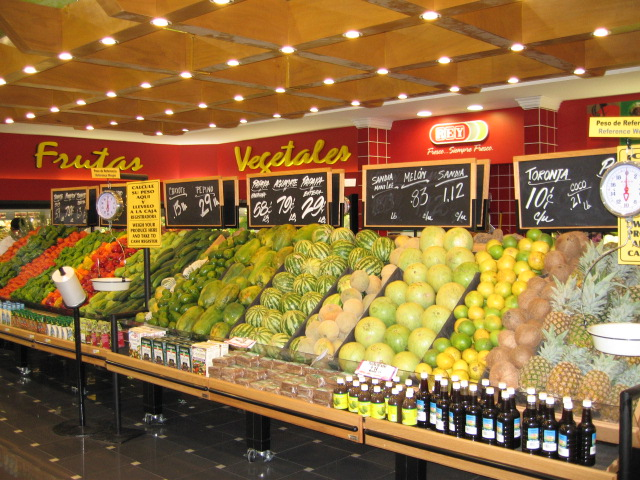
Supermercado en la ciudad de David

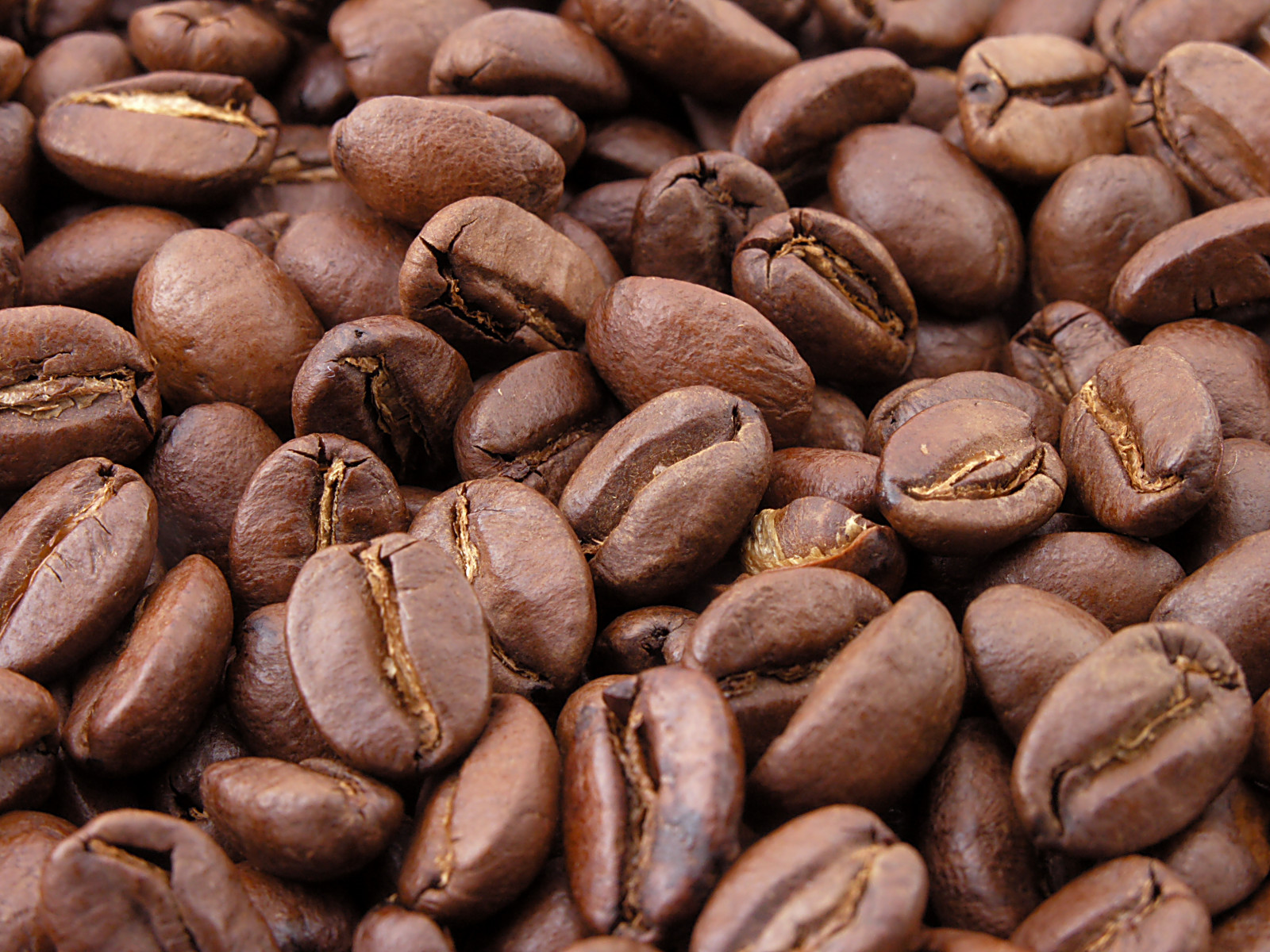
En Boquete se produce el mejor café de Panamá

Su economía se basa principalmente en la producción agrícola y ganadera. La gran actividad comercial se registra en David, capital de la provincia y segunda población del país por importancia. Además en los últimos años, la provincia se ha convertido en uno de los destinos más visitados por los turistas, lo que genera millones de balboas para la región; el crecimiento en este sector es tan grande que las autoridades invirtieron en la remodelación y ampliación del Aeropuerto Internacional Enrique Malek para que tenga la capacidad de recibir más vuelos y grandes aviones con procedencia internacional y la ampliación de la carretera Interamericana entre Santiago de Veraguas y San José de David.

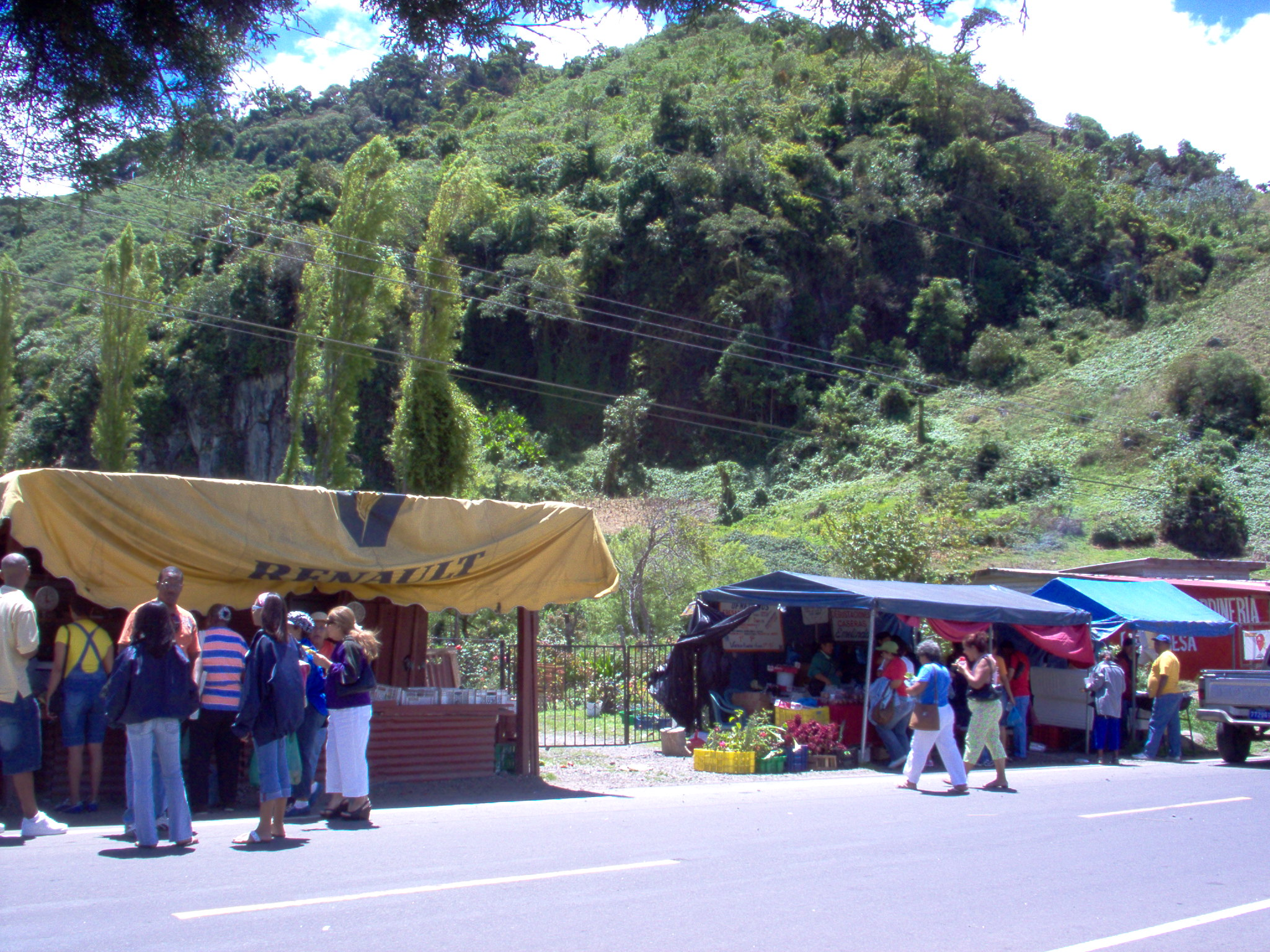
Cerro Punta uno de los sectores de más producción agrícola en Panamá

## Demografía
En el año 2010 se registró en Chiriquí una población de 409 821 personas, de las cuales mayoritariamente son de origen hispano-indígena. El distrito de David y sus corregimientos tienen la tasa de crecimiento más acelerado de la provincia, siguiéndole los distritos de Barú y Tolé.
La asimilación cultural de varios pueblos indígenas y europeos como alemanes, españoles, suecos, vascos, escoceses, italianos, suizos, franceses, neerlandeses y daneses que llegaron a esa región a mediados del siglo XIX y principios del siglo XX del cual hoy en día podemos destacar algunos apellidos característicos de la provincia chiricana como: Cozzarelli, Della Sera, Küchler, Antinori, Sagel, Candanedo, Athanasiadis, Carrazedo, Del Cid, Gozaine, Yangüez, Victoria, Maloff, Rangel, Fossatti, Quiel, Pitti, Frago, Fanovich, Santanach, Rovira, Sarlat, Troetsch, Franco, Araúz, Delgado, entre otros que dan origen al cruce racial que a la larga origina la aparición de una población cuyos descendientes constituyen básicamente las raíces del actual pueblo chiricano, donde la mayoría de su población es mestiza.
En años recientes, han llegado inmigrantes procedentes de varios países, como Países Bajos, Suiza, Alemania, Estados Unidos, España, Israel, Francia, Reino Unido, Rusia, Polonia Bélgica, Dinamarca,  Ucrania, Letonia, Italia, Colombia, Perú y México, con destacada  presencia. También hay comunidades de costarricenses, colombianos, nicaragüenses, venezolanos y mexicanos.

## Religión
La religión predominante en un 65 % de la población chiricana es católica desde tiempos coloniales a la actualidad. Otros cultos que se profesan son el evangelicalismo, y diversas confesiones cristianas que provinieron de Europa como luteranos, calvinistas, menonitas y testigos de Jehová, entre otras. También, con el aumento de la inmigración, se practica el judaísmo, el islam, el confucianismo y el budismo.

## Medios de transporte
- Aeropuerto Internacional Enrique Malek: Vuelos nacionales llegan a través de Aerolínea Copa Airlines, vuelos regionales llegan a través de la Aerolínea Air Panamá.
- Carretera Interamericana: cruza desde el oriente hasta el occidente de la provincia.
- Terminal de Buses: Utranchiri, Panachif, Terminal David-Panamá,  Tracopa que viaja desde Costa Rica a David y viceversa, y Tica Bus; la cual viaja desde Ciudad de Panamá, pasa por David hacia Costa Rica y otros países de Centroamérica.
- Puerto de Pedregal.

## Educación
La Universidad Autónoma de Chiriquí es la tercera institución de educación superior de cinco universidades estatales. Es la primera universidad autónoma y la primera creada en la región occidental del país. Se dedica a la generación, recepción y transmisión del conocimiento. A partir del 1 de abril de 1995 (Ley 26 de 1994), esta universidad comienza el proceso de transición y separación de la Universidad de Panamá, lo cual produce una serie de cambios y funciones, que hasta ese momento habían sido dirigidas desde la Universidad de Panamá, localizada en Ciudad de Panamá, la capital del país.
El nacimiento de la Universidad Autónoma de Chiriquí, como centro de educación superior, culmina un esfuerzo de aproximadamente 45 años. La Universidad de Panamá inició sus actividades en Chiriquí en 1951, con cursos de verano celebrados en David; bajo la dirección del Octavio Méndez Pereira. Más tarde en 1958, se convertiría en extensión universitaria. Posteriormente, en 1969, se convirtió en Centro Regional Universitario de Chiriquí (CRUCHI) y hoy la Universidad Autónoma de Chiriquí (UNACHI).
La Universidad Tecnológica de Panamá, sede en Chiriquí, en los últimos años se ha convertido en la universidad más importante de la región, generando egresados con capacidades y aptitudes para las competencias y desarrollo de la provincia. En 1965, inicia bajo la extensión de la facultad de Ingeniería, con la carrera de Agrimensura. Según la página oficial de la UTP (sede de Chiriquí), inicialmente la universidad comenzó en un edificio de madera de dos pisos, situado entre Ave. 4.ª Este y Calle A Sur.
En 1966, la administración de la extensión universitaria se mudó a otro edificio y las clases eran dictadas en las aulas del Centro Escolar Antonio José de Sucre. Entre 1972 a 1974, comienzan las carreras de técnico en edificaciones y técnico en electricidad, permitiendo más oportunidades a los estudiantes. En 1975, llega una nueva carrera, técnico en mecánica industrial. En aquel año, se separó de la Universidad de Panamá, adoptando el nombre de Instituto Politécnico. Cabe destacar que actualmente estas carreras son las que cuentan con menos porcentaje de ingreso.
En 1977 el Instituto Politécnico se separó del Centro Regional Universitario, y se mudó a las aulas del Colegio Instituto David. El 24 de noviembre de 1979 se lo ubicó en edificios ya propiamente de la institución, localizados en la urbanización Lassonde de David. Actualmente, esta es la ubicación que tiene esta universidad.
En 1992, la Universidad Tecnológica (sede regional de Chiriquí), abrió la maestría en Ingeniería Industrial, lo que hace que sea la primera entidad de educación superior en ofrecer estudios de posgrado en la provincia. En la actualidad el centro cuenta con una población de estudiantil de más de 1 600 estudiantes, según la página oficial de la UTP.

## Cultura

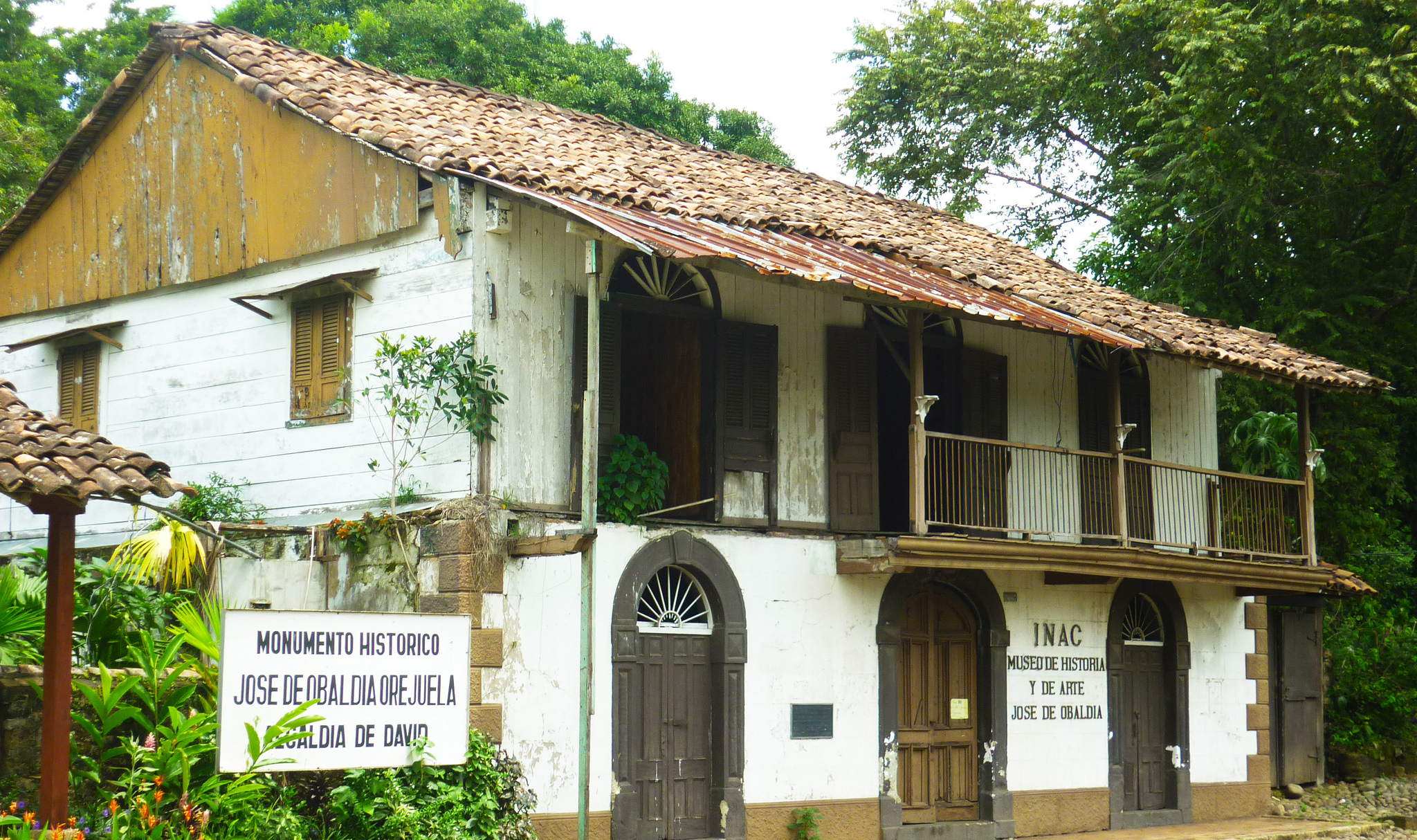
Museo José de Obaldía

El pueblo chiricano disfruta de las tradiciones folklóricas que tiene la provincia, como las cabalgatas de San José, La Candelaria y San Juan, las corridas de toros y festivales locales como el del Almojabano con Queso, Mono en Bijao y el Paseo de la Basquiña Chiricana.

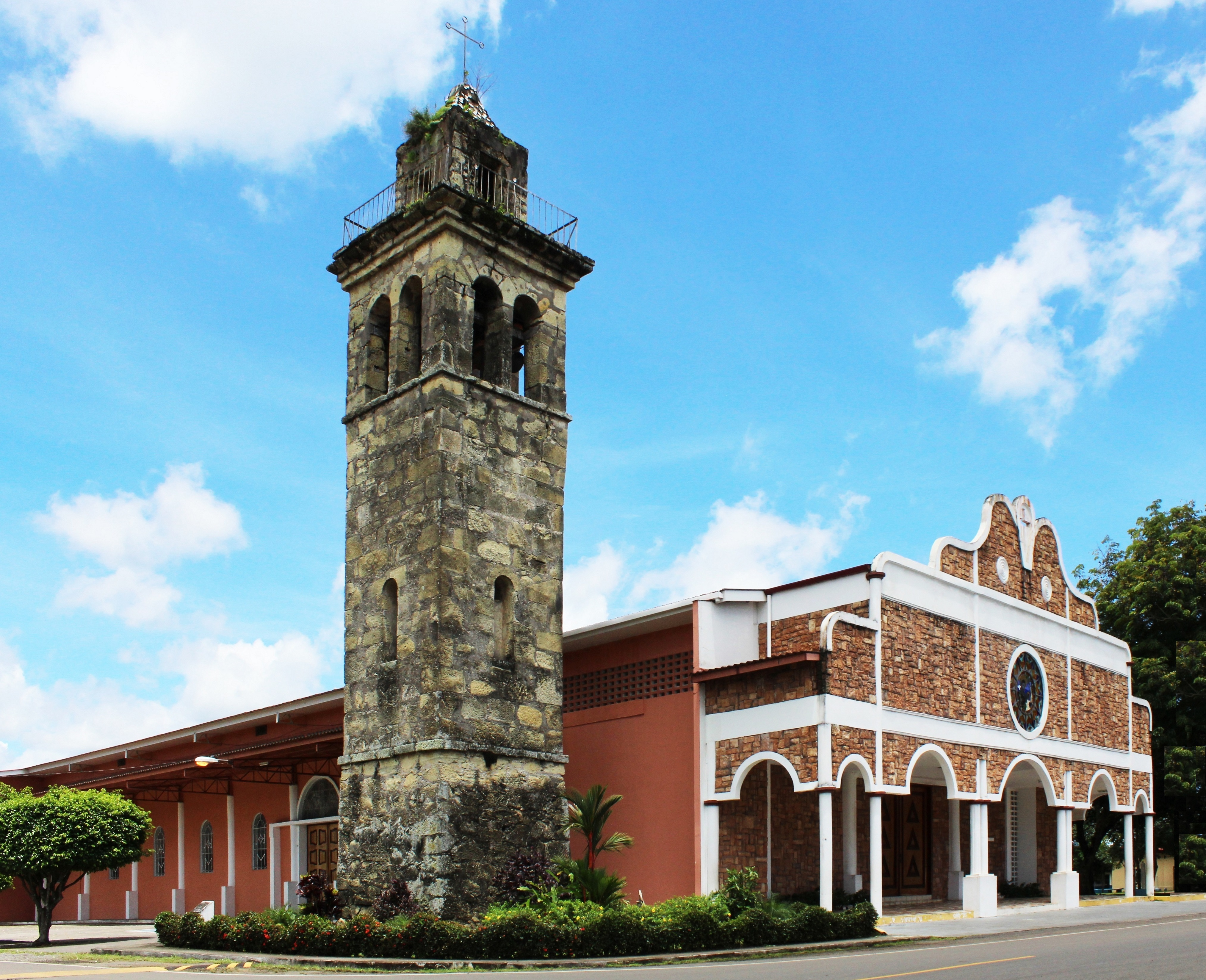
Catedral de San José de David

Las patronales de San José de David es la fiesta más importante de la provincia, se celebra con la Feria Internacional de San José de David, la más importante del país y su inicio es cada año el viernes antes del 19 de marzo y finaliza el domingo siguiente, siendo el 19 de marzo ―el Día de San José― la fecha más importante de la feria. Otras fiestas importantes son la Feria de las Flores y el Café en Boquete (mediados de enero), las fiestas de la Candelaria en La Concepción (finales de enero principios de febrero) y los carnavales en Dolega, Querévalos, Remedios y la Playa de Lajas.
El tambor chiricano es parte importante del folclore de Chiriquí, tiene influencia indígena que se muestra dentro de un sincretismo con los pueblos europeos.
El rodeo es practicado en Chiriquí y es parte de la cultura popular.

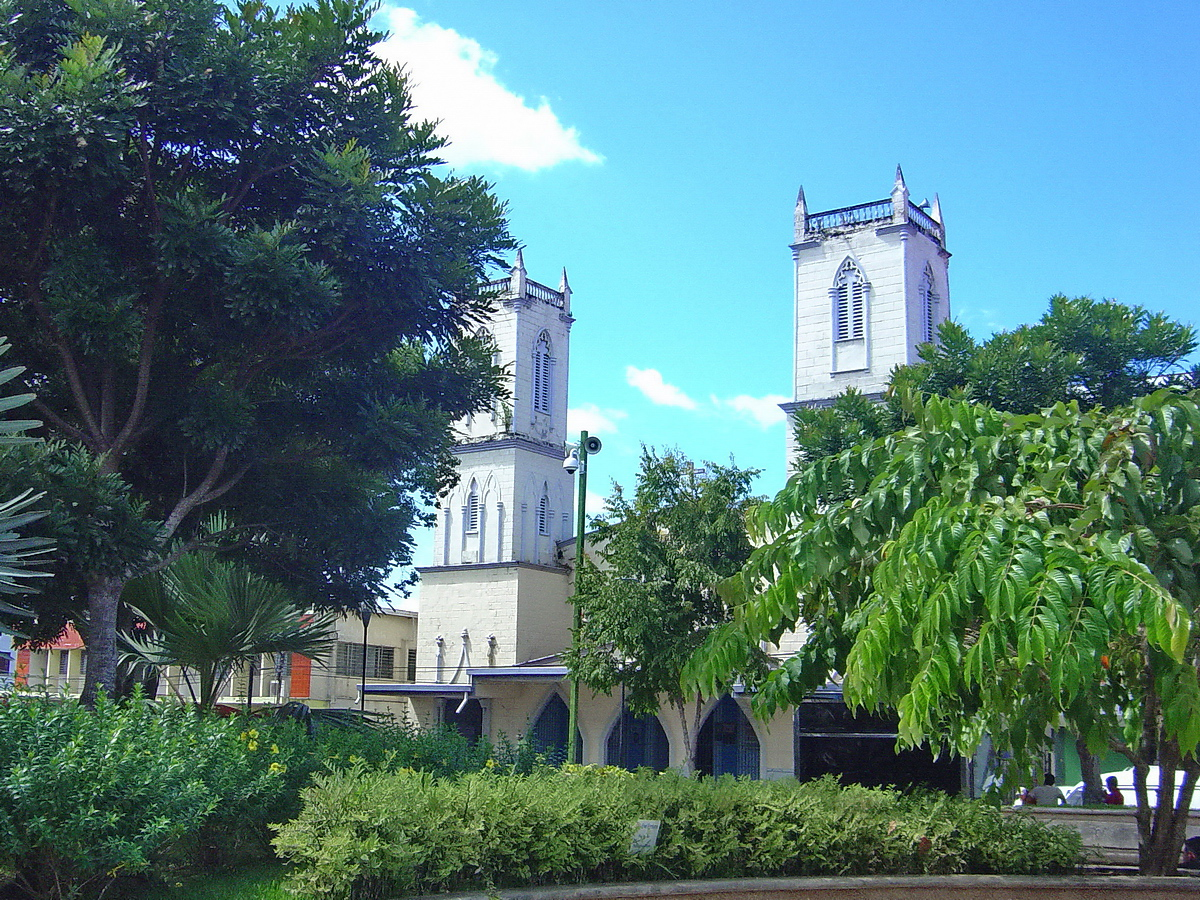
Catedral de la Sagrada Familia en David

Los bailes típicos de Chiriquí representan las vivencias de los campesinos y se enmarcan en todas las regiones pero principalmente en Remedios y Dos Ríos. Entre los más sobresalientes podemos mencionar: Cumbias de la región de Dos Ríos, Dolega, Cumbia La Trapichera, Cumbia La Trinchera, Cumbia la Tumba Caña.
Chiriquí usa el tambor con melodías, ritmos, nomenclaturas, coreografía e intención propia, este tambor es catalogado como el tambor de ritmo más acelerado. Es una región con tambores de faena los cuales son muy escasos en el resto del país.
La indumentaria regional es la Basquiña Chiricana o también conocida como pollera chiricana.

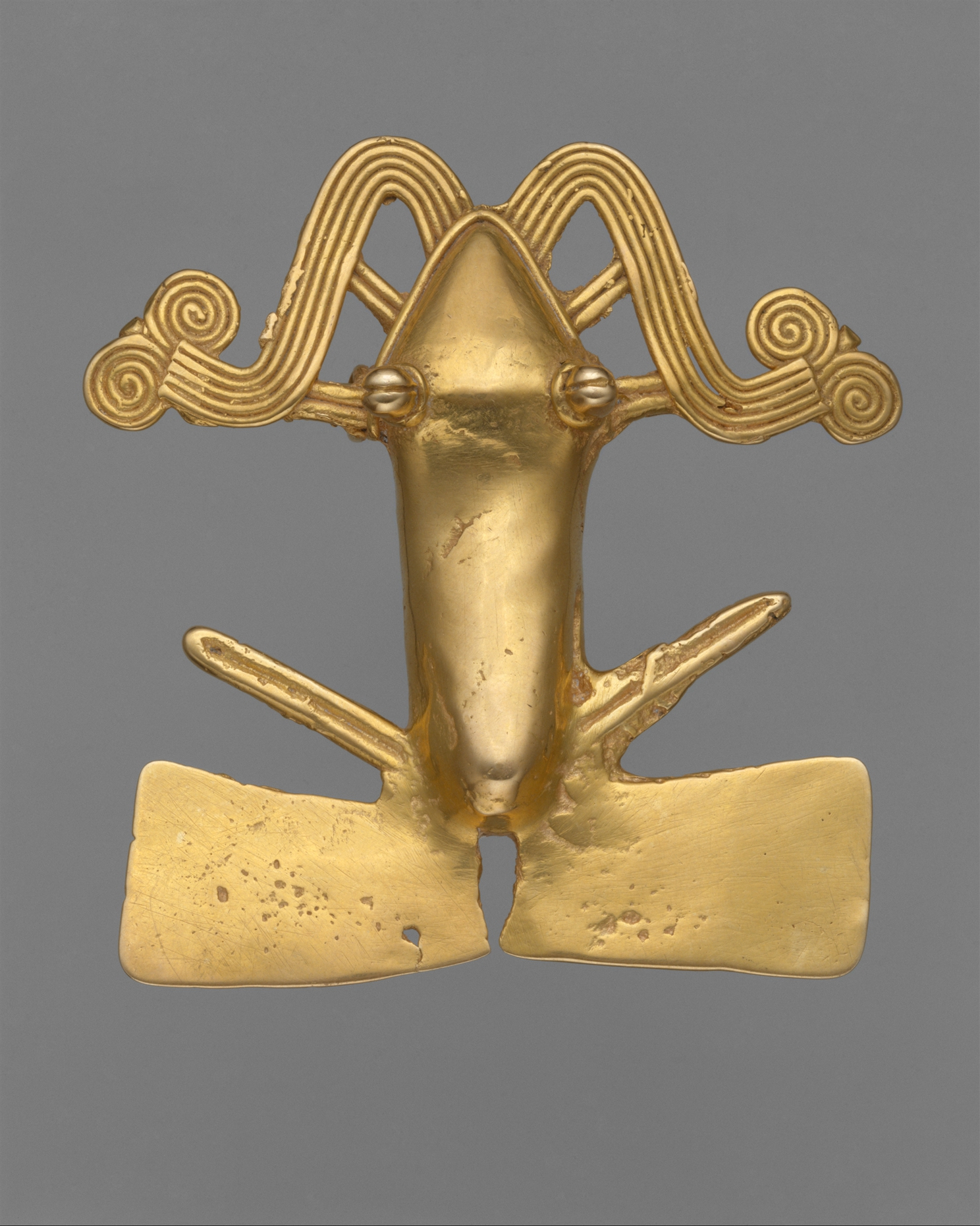
Pequeña rana del período precolombino entre el y el, parte de la colección del Metropolitan Museum of Art en Nueva York.

## Turismo
El turismo está comenzando a dar sus primeros pasos en la provincia, que cuenta con suficientes atractivos como para convertirse, en poco tiempo, en un destino solicitado por los viajeros nacionales e internacionales. Está enfocado al turismo de playa así como al excursionismo y agroturismo.
Algunos sitios de interés:
- David: es la capital de la provincia. Esta ciudad posee una población de 118 000 habitantes, y es la tercera en popularidad. Para finales del siglo XIX, David tenía solamente seis calles, de las cuales cuatro le pertenecían al centro del pueblo, lo cual hoy se conoce como el Barrio Bolívar.
- Boquete: a solo 45 minutos de la ciudad de David se encuentra Boquete, un lugar conocido como «la ciudad de la eterna primavera» o «la ciudad de las flores y el café».
- Cerro Punta: es un pueblo situado en el norte de la provincia que tiene de un clima agradable, bellas flores, hermosas vistas y complementado por el trabajo de agricultura que se realiza en esta zona. Con una población aproximada de 7000. Cerro Punta se encuentra a unos 1 970 metros sobre el nivel del mar, con una temperatura entre los 10 y los 15 °C.
- Volcán: es un pueblo situado en las faldas del volcán Barú. Desde su pico situado a 3 475 m s. n. m., se puede ver el océano Pacífico y el mar Caribe. Volcán es comúnmente conocido como «La pequeña Suiza», desde que muchos inmigrantes de este país se establecieron aquí y construyeron pequeñas villas con la arquitectura típica de su ciudad de origen.
- Parque internacional La Amistad: conocido como Pila, consiste en un total de 207 000 hectáreas entre Chiriquí y Bocas del Toro, de las cuales 62.1 hectáreas pertenecen a Chiriquí. Ha sido declarado Patrimonio de la Humanidad por la UNESCO, dada la gran importancia que posee para la preservación y la biodiversidad no solamente para Panamá si no para el continente entero.

## Deporte
El fútbol y el béisbol son los deportes favoritos de los chiricanos, y la provincia cuenta con equipos como el Chiriquí, que cuenta con 16 títulos nacionales de béisbol mayor y 9 juveniles; y Chiriquí Occidente, que aún no posee ningún título nacional en categoría alguna. Igualmente el equipo Federales de Chiriquí es el representante en la Liga Profesional de Béisbol de Panamá y también ha participado en la Serie del Caribe en las ediciones de 2021 y 2023.

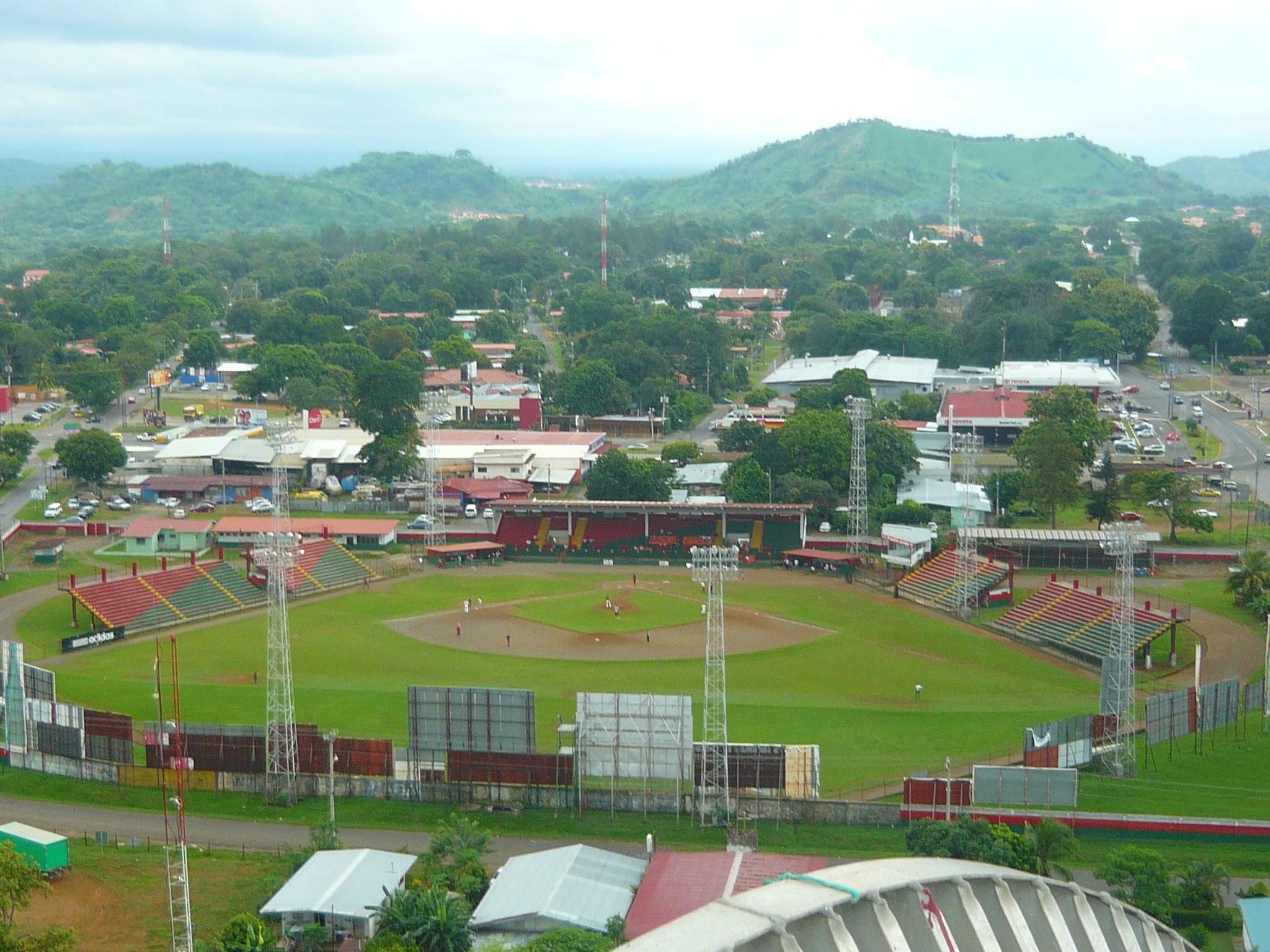
Estadio Kenny Serracin

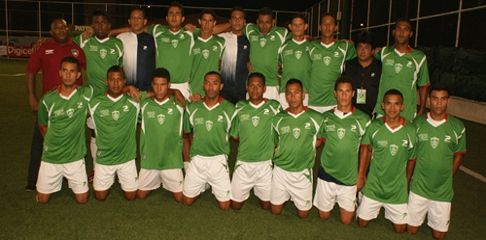
Atlético Chiriquí

El estadio Kenny Serracín es un escenario de béisbol ubicado en David, tiene una capacidad para 9.000 seguidores y es la sede del equipo juvenil y mayor de Chiriquí. Igualmente, es la sede del equipo profesional Federales de Chiriquí. Por su parte, el Estadio Glorias Deportivas Baruenses es el campo del equipo de Chiriquí Occidente y se ubica en el corregimiento de Puerto Armuelles (distrito de Barú) y tiene capacidad para unos 2 000 seguidores.
En el fútbol destacan el Atlético Chiriquí de la Primera División y el Mario Mendez FC, equipo que participa en la Liga PROM, teniendo como sede el Estadio San Cristóbal con capacidad para 2,400 aficionados.
En el baloncesto cuentan con equipos como los Lobos de Chiriquí, cuya sede es el Gimnasio La Basita en la Ciudad de David; o los Toros de Chiriquí, ambos participando en la Liga Profesional de Baloncesto.
El ciclismo tiene su espacio en la región con la Vuelta a Chiriquí, la competencia ciclística más importante de Panamá.